# 오세영 (시인)

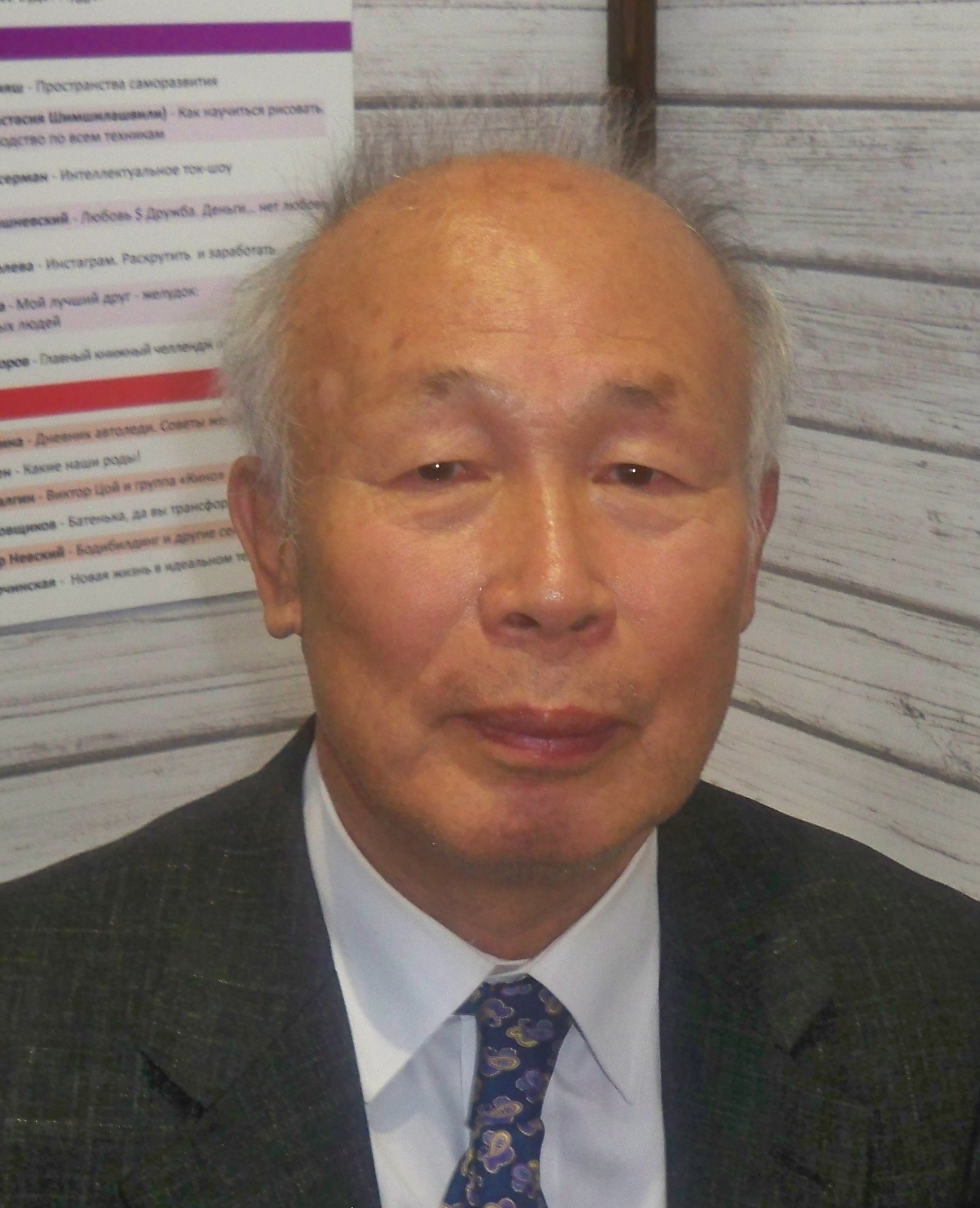
2017년의 오세영

오세영(吳世榮, 1942년 5월 2일 ~ )은 대한민국의 시인이다.

## 생애
전라남도 영광군에서 출생하였다. 1965년 《현대문학》에 〈새벽〉이, 1966년 〈꽃 외〉가 추천되고, 1968년 〈잠깨는 추상〉이 추천 완료되면서 등단하였다. 시집으로 《반란하는 빛》,《가장 어두운 날 저녁에》,《무명 연시》,《꽃들은 별을 우러르며 산다》 등이 있다. 한국시인협회상, 녹원문학상, 소월시문학상, 정지용 문학상, 만해대상 등을 수상하였으며, 서울대 교수를 역임하였다.

## 참고 문헌
1. ↑  김한수 (2009년 8월 10일). “[2009 萬海祝典] 만델라·달라이 라마·임권택… 국경·종교·분야 망라한 '큰 별'들”. 조선일보. 2023년 3월 18일에 확인함.